# Pfirsichpalme
Die Pfirsichpalme oder Stachelpalme (Bactris gasipaes, port.: Pupunheira; span.: Chonta, Chontaduro, Pijuayo; engl.: Peach Palm) ist eine im tropischen Amerika heimische und weit verbreitete Palme. Der etwa 20 Meter hohe Stamm und die Blätter sind zum Teil dicht mit Stacheln besetzt. Sie wurde durch die südamerikanischen Indianer der Tropenzone kultiviert.

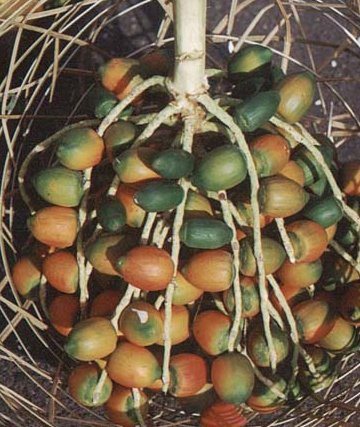
Früchte der Pfirsichpalme

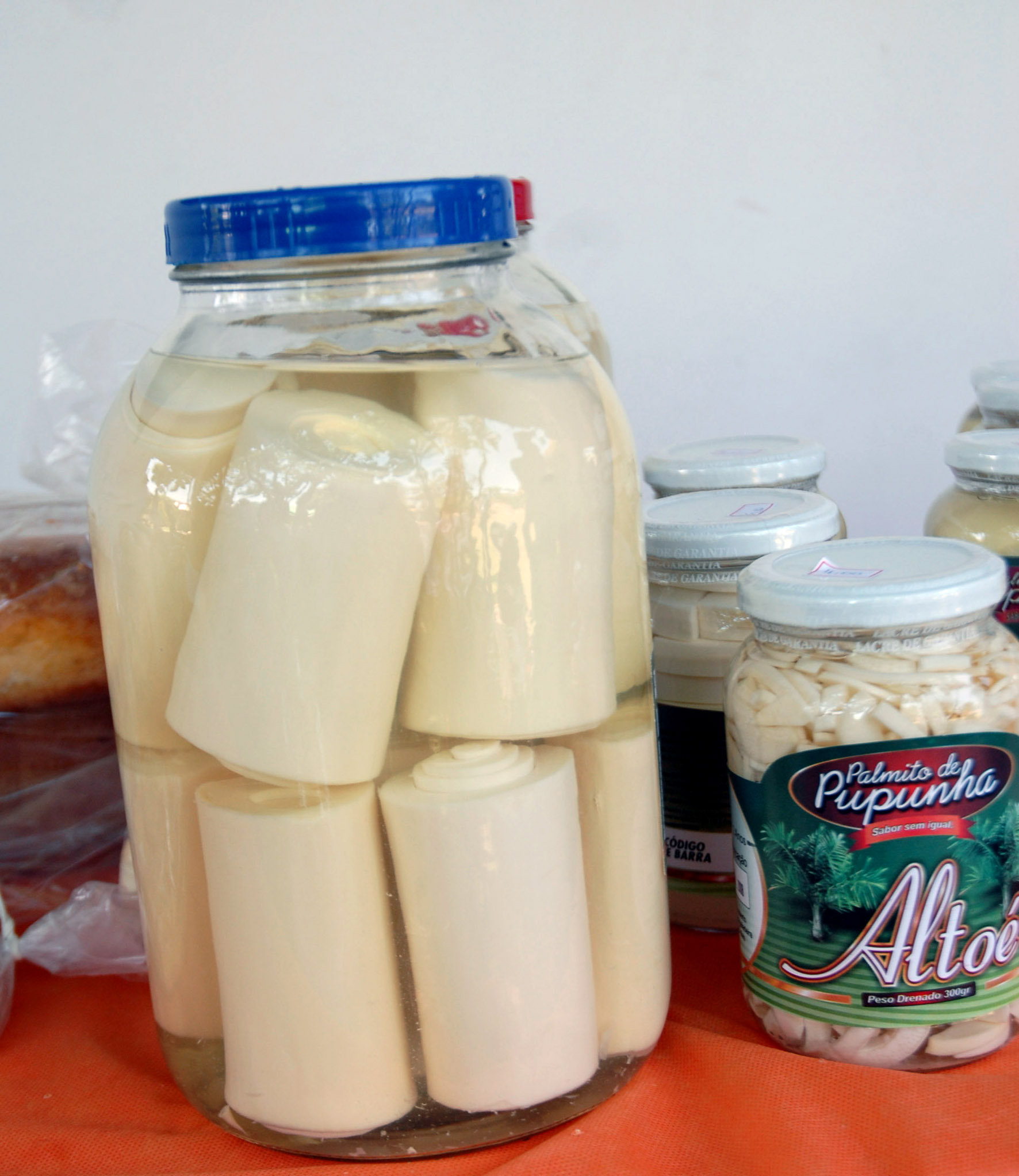
Palmherzen

## Beschreibung
Die Pfirsichpalme ist monözisch, es sind männliche und weibliche Blüten auf einem Exemplar vorhanden. Gelegentlich kommen auch zwittrige und wenige sterile Blüten vor. Die Blüten sind gelblich.
Die Frucht ist eine bis 8 Zentimeter große und eiförmige Steinfrucht mit einem essbaren, orange-weißlichen Fruchtfleisch, das den einzelnen, dunklen Steinkern umgibt, dieser ist bis 4 Zentimeter groß. Die Früchte können rot, orange oder gelb sein, abhängig von Reifegrad und Palmensorte.

## Taxonomie und Systematik
Die Pfirsichpalme wurde 1816 von Karl Sigismund Kunth in Nova Genera et Species Plantarum (ed. Humboldt, Bonpland, Kunth) Band 2 Seite 302 (ed. qua.) oder 242 (ed.f.) als Bactris gasipaes erstbeschrieben.
Man kann zwei Varietäten unterscheiden:
- Bactris gasipaes var. chichagui (H.Karst.) A.J.Hend.: Sie kommt in Kolumbien, Ecuador, Venezuela, Peru, Bolivien und Brasilien vor.[1]
- Bactris gasipaes var. gasipaes: Sie kommt von Honduras bis Brasilien vor.[1]

## Nutzung
Aus den Früchten wird von etlichen Ethnien ein Bier durch Fermentation mithilfe von Speichel hergestellt, das so genannte Chicha. Das sehr harte Holz wird etwa von den Huaorani Ost-Ecuadors nach wie vor zur Herstellung von Blasrohren und Lanzen verwendet.
Aufgrund ihres hohen Wuchses lassen sich im Schatten ihrer Krone kleinere Pflanzen anbauen, die sonst in der prallen Sonne verbrennen würden. Bereits 18 bis 24 Monate nach Setzen des Schösslings lassen sich die ersten Früchte ernten. Diese dienen auch Vögeln, vor allem Papageien, als Nahrung.
Angebaut wird die Palme in Brasilien, Trinidad und Tobago, Costa Rica, Nicaragua, Ecuador, Peru, Venezuela, Bolivien, Panama und Kolumbien.
Die Früchte müssen sehr lange gekocht werden. Sie sind leicht kantig und sehr stärkehaltig. Der Stamm dieser Palme eignet sich zur Gewinnung von Palmherzen, da er mehrere Triebe ausbildet und sich schnell regeneriert. Die Schösslinge der Pfirsichpalme wachsen direkt am Stamm. So werden ständig Ableger gebildet. Die rötliche Palmfrucht lässt sich zu Palmöl oder anderen Lebensmitteln verarbeiten und ist reich an Proteinen. Ihr Ertrag an Speiseöl übersteigt sogar die Sojabohne oder die afrikanische Palme.
Auch lassen sich Fruchtsäfte und alkoholische Getränke daraus herstellen. In früherer Zeit haben schon die indigenen Völker Amazoniens die Frucht als Getränk genutzt. Bei den Shuar an den Osthängen der Anden wird durch Fermentierung der Frucht mit Speichel das Getränk Chicha de Chonta hergestellt.
Von den Angehörigen der Matis werden die Stacheln der Palme sowohl zum Tätowieren als auch zum Stechen des Körperschmucks verwendet und unter der Bezeichnung detashkete in die Nasenflügel eingesetzt, um das Erscheinungsbild von Schnurrhaaren zu imitieren.